# Swiss Re
Swiss Reinsurance Company Ltd, obecně známá jako Swiss Re, je zajišťovna se sídlem v Curychu ve Švýcarsku. Byla založena roku 1863 a je jednou z největších zajišťoven na světě. V roce 2006 se rozrostla nákupem GE Insurance Solutions. Swiss Re má obchodní aktivity ve více než 25 zemích světa. V roce 2016 ji Forbes zařadil na 118. místo na svém žebříčku největších světových společností Forbes Global 2000. Na obdobném seznamu Fortune Global 500 se v roce 2015 umístila na 313. pozici.

## Produkty
Skupina Swiss Re má tři obchodní divize:
- Zajištění: Je největší obchodní jednotkou podle obratu, přináší společnosti zhruba 80 % hrubého pojistného, ve dvou segmentech – majetkové pojištění a životní a zdravotní pojištění.
- Korporátní služby: Nabízí pojištění firmám na celém světě, od středně velikých až po nadnárodní, prostřednictvím více než 40 mezinárodních poboček. Produktová nabídka pokrývá celou šíři pojištění od standardního převzetí rizika až po strukturované nabídky, přizpůsobené potřebám zákazníka.
- Životní kapitálové: Přebírá uzavřené existující závazky životního a zdravotního pojištění od životních pojišťoven, čímž jim snižuje administrativní zátěž a uvolňuje kapitál.